# Jaskinia Obłazkowa
Die Höhle Jaskinia Obłazkowa ist eine Schau- und Tropfsteinhöhle im Tal Dolina Kościeliska am Berg Raptawicka Turnia oberhalb des Gebirgsflusses Kościeliski Potok im Massiv der Westtatra (Tatra-Nationalpark) in Polen. 
Der Name  wurde ihr 1885 von ihrem Entdecker Jan Gwalbert Pawlikowski gegeben.
Die Höhle liegt bei Kościelisko, ist ca. 214 Meter lang und hat zwei Eingänge auf einer Höhe von ca. 1096 m n.p.m. sowie mehrere Fenster. Seit 2014 ist sie mit dem Höhlensystem der Jaskinia Mylna (Jaskinie Pawlikowskiego) verbunden.